# Jardins da vitória

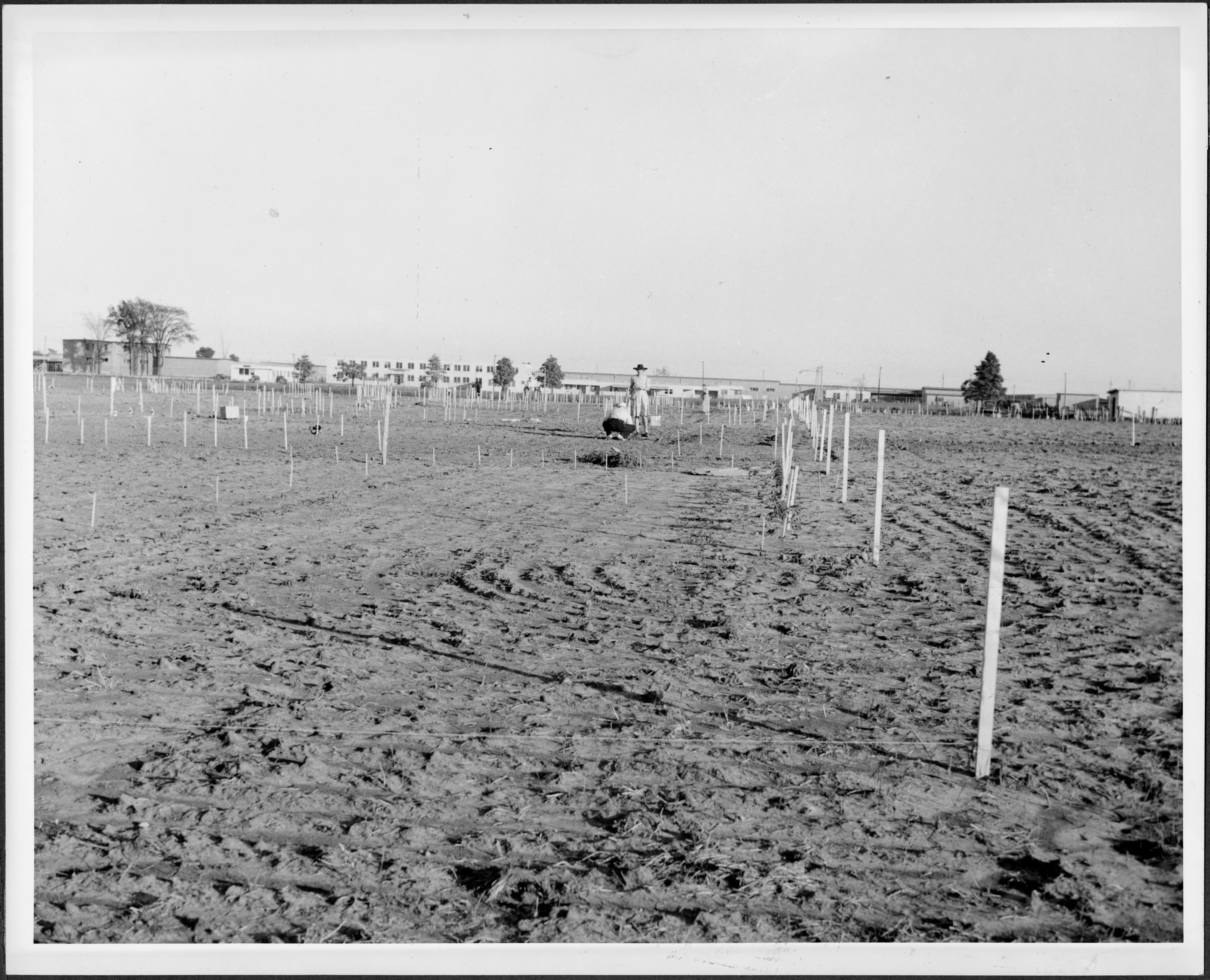
Jardim da Vitória em Ontário, Canadá.

Os jardins da vitória (do inglês: victory gardens), também chamados de jardins de guerra ou hortas para defesa, eram jardins de vegetais, frutas e ervas plantados em residências privadas e parques públicos nos Estados Unidos, Reino Unido, Canadá, Austrália e Alemanha durante a Primeira Guerra Mundial e a Segunda Guerra Mundial. Em tempos de guerra, os governos encorajaram as pessoas a plantar jardins da vitória não só para complementar as suas rações, mas também para aumentar o moral. Eles foram usados junto com selos e cartões de racionamento para reduzir a pressão sobre o abastecimento de alimentos. Além de ajudar indiretamente no esforço de guerra, estes jardins também eram considerados um "reforço do moral civil", na medida em que os jardineiros podiam se sentir fortalecidos pela sua contribuição de trabalho e recompensados pelos produtos cultivados. Isto tornou os jardins da vitória uma parte da vida quotidiana na frente doméstica.

## Primeira Guerra Mundial

### Canadá

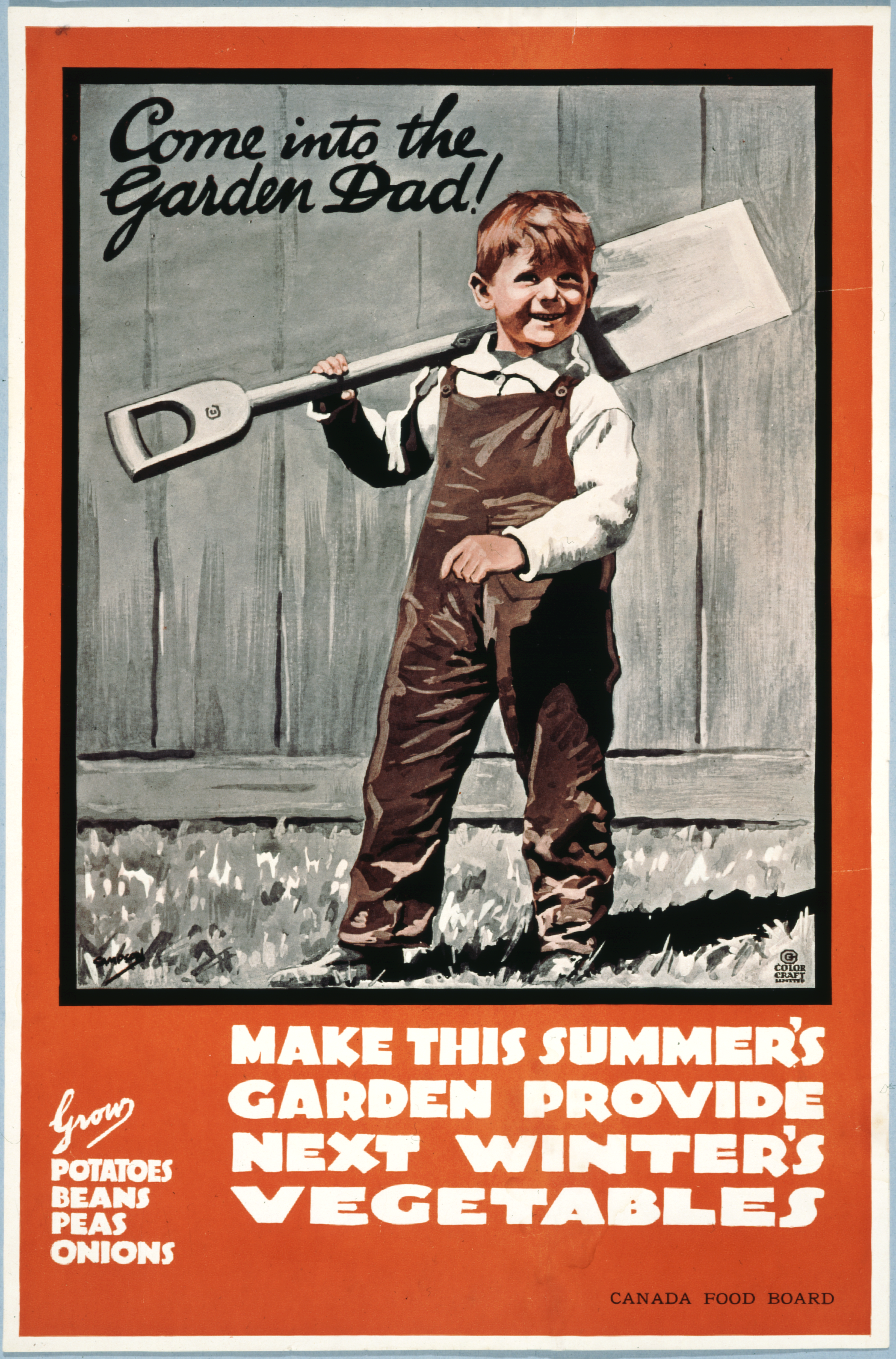
"Venha para o jardim, pai!", poster da Primeira Guerra Mundial do Canadá (c. 1918), coleção de posteres dos Arquivos de Ontário (I0016363)

Os jardins da vitória tornaram-se populares no Canadá em 1917. No âmbito da campanha do Ministério da Agricultura, “Uma Horta para Cada Casa”, os residentes das cidades, vilas e aldeias utilizaram espaços de quintal para plantar vegetais para uso pessoal e para o esforço de guerra. Na cidade de Toronto, organizações de mulheres trouxeram jardineiros especializados para as escolas para despertar o interesse das crianças em idade escolar e das suas famílias pela jardinagem. Além da jardinagem, os proprietários foram incentivados a manter galinhas nos seus quintais para obter ovos. O resultado foi uma grande produção de batata, beterraba, couve e outros vegetais úteis.

### Estados Unidos

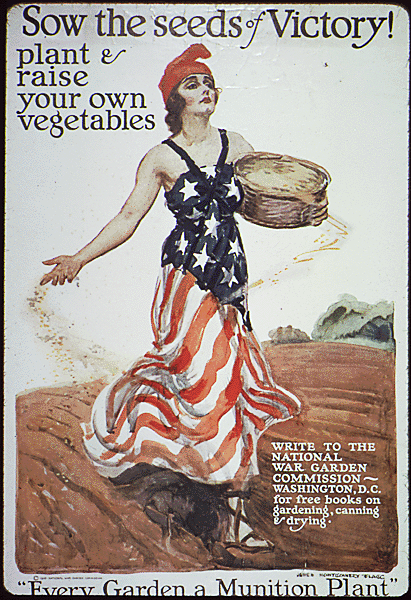
Poster da vitória dos EUA na Primeira Guerra Mundial com a Colômbia semeando sementes.

Em março de 1917, Charles Lathrop Pack organizou a Comissão Nacional de Jardins de Guerra dos EUA e lançou a campanha dos jardins de guerra. A produção de alimentos caiu drasticamente durante a Primeira Guerra Mundial, especialmente na Europa, onde a mão-de-obra agrícola foi recrutada para o serviço militar e as explorações agrícolas restantes foram devastadas pelo conflito. Pack e outros conceberam a ideia de que o fornecimento de alimentos poderia ser grandemente aumentado sem a utilização de terras e de mão-de-obra já empenhada na agricultura, e sem a utilização significativa de meios de transporte necessários para o esforço de guerra. A campanha promoveu o cultivo de terras públicas e privadas disponíveis, resultando em mais de cinco milhões de hortas nos EUA. O atual Administrador Alimentar, Herbert Hoover, tinha o objetivo ambicioso de enviar 20 milhões de toneladas de alimentos para a frente de guerra até Julho de 1919, embora este número foi reduzido para 4 milhões na realidade. A campanha foi um enorme sucesso, levando a uma produção de alimentos superior a 1,2 mil milhões de dólares no final da guerra.
O presidente Woodrow Wilson disse que “a comida vencerá a guerra”. Para apoiar o esforço de hortas caseiras, um Exército de Hortas Escolares dos Estados Unidos foi lançado através do Bureau of Education e financiado pelo Departamento de Guerra sob a direção de Wilson.

## Segunda Guerra Mundial

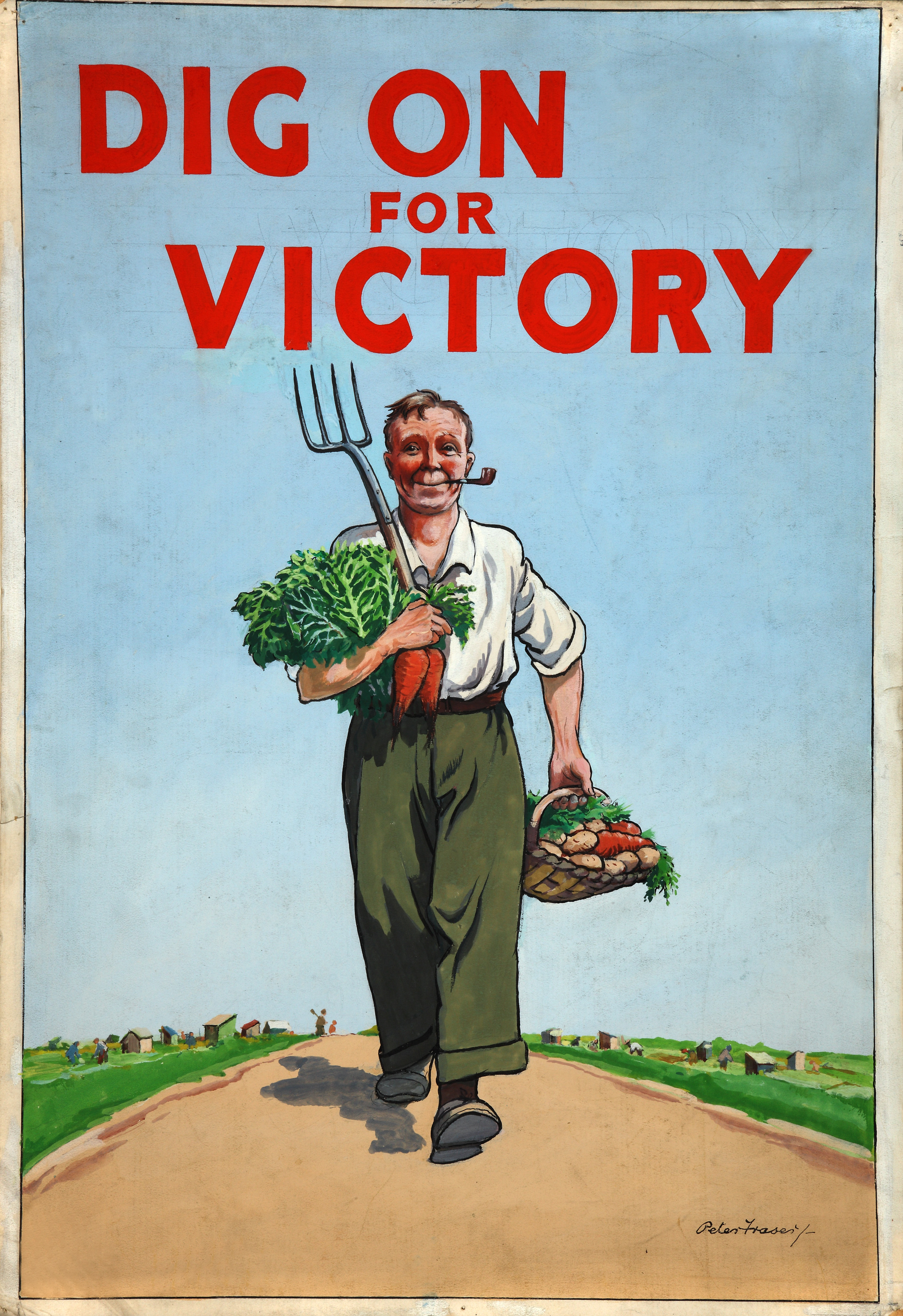
O poster britânico "Dig on for Victory", de Peter Fraser.

Um jardim da vitória numa cratera de bomba em Londres durante a Segunda Guerra Mundial.

### Austrália
Em 1942, o primeiro-ministro da Austrália, John Curtin, lançou uma campanha "Dig for Victory" quando o racionamento, a seca e a escassez de trabalhadores agrícolas começaram a afetar o abastecimento de alimentos. Isto encorajou os proprietários de casas em toda a Austrália a cultivar para ajudar no esforço de guerra. A campanha foi bem recebida pelos meios de comunicação social, bem como pela população, uma vez que muitos australianos já eram autossuficientes no cultivo das suas próprias frutas e vegetais. A YWCA criou a "Semana Jardim do Exército" para anunciar o recém-criado "Jardim do Exército", que apoiava exclusivamente a agricultura e a produção agrícola. A situação começou a melhorar em 1943, à medida que o medo de uma invasão diminuía; no entanto, as hortas caseiras continuaram durante a guerra.

### Grã-Bretanha
Na Grã-Bretanha, a "digging for victory" utilizou muitas terras, como terrenos baldios, margens de ferrovias, jardins ornamentais e relvados, enquanto campos desportivos e campos de golfe foram requisitados para agricultura ou cultivo de vegetais. Às vezes, um campo desportivo era deixado como estava, mas usado para pastoreio de ovelhas em vez de ser ceifado. Outras escolas, como o Winchester College, contribuíram com os seus campos para o cultivo de vegetais para consumo escolar, complementando a escassa fertilidade do solo com a criação de porcos para estrume. Em 1943, o número de talhões praticamente duplicou para 1.400.000, incluindo lotes rurais, urbanos e suburbanos. O programa de rádio de C.H. Middleton, In Your Garden, alcançou milhões de ouvintes ávidos por conselhos sobre o cultivo de batatas, alho-poro e similares, e ajudou a garantir um sentimento comunitário de contribuição para o esforço de guerra (bem como uma resposta prática ao racionamento de alimentos).  Os County Herb Committees foram estabelecidos para coletar ervas medicinais quando os bloqueios alemães criaram escassez, por exemplo, em Digitalis purpurea (Dedaleira), que era usada para regular os batimentos cardíacos. Os jardins da vitória foram plantados em quintais e telhados de prédios de apartamentos, com ocasionais terrenos baldios "requisitados para o esforço de guerra!" e usado como milharal ou canteiro de abóboras. Durante a Segunda Guerra Mundial, secções de relva foram aradas publicamente para a construção de terrenos no Hyde Park, em Londres, para promover o movimento, enquanto lotes de cultivo de cebolas à sombra do Albert Memorial também apontavam para que todos, de alto a baixo, contribuíssem para a luta nacional. Tanto o Palácio de Buckingham como o Castelo de Windsor tiveram hortas plantadas por instigação do Rei George VI para auxiliar na produção de alimentos. Um londrino relembrou muitos anos depois: "Naquela época não se podia comprar fertilizantes artificiais. Mas o avô mantinha as suas plantas bem nutridas. Ele mesmo varria nossas chaminés e guardava a fuligem para o jardim, e coletava argamassa de cal em locais de bombas. Todas as cinzas de madeira eram cuidadosamente guardadas, inclusive a relva cortada, e é claro que ele tinha o estrume e a cama velha dos cercados dos galinheiros e dos coelhos. Ele fez um pequeno carrinho de madeira que puxou atrás da sua bicicleta. Ele andou atrás do padeiro, do leiteiro e do carvoeiro, que faziam as entregas a cavalo e em carroça, recolhendo os excrementos. É claro que as crianças locais o chamavam na rua e gozavam-me por causa do meu “avô sujo”. Mas ele ignorou-os, e eu aprendi a fazer o mesmo. Ele coletava mofo de folhas no outono para adicionar à pilha de compostagem, que regularmente recebia todos os resíduos orgânicos que conseguia reunir. Os ossos eram quebrados com um martelo (mas não antes de passarem horas no caldeirão da avó) e espinhas de peixe cortadas com uma tesoura velha. O aspirador e as pás de lixo eram sempre esvaziados na pilha, assim como o bule e os penicos que usávamos à noite. Todos os pequenos restos de lã, linha e tecido também entraram."

### Estados Unidos

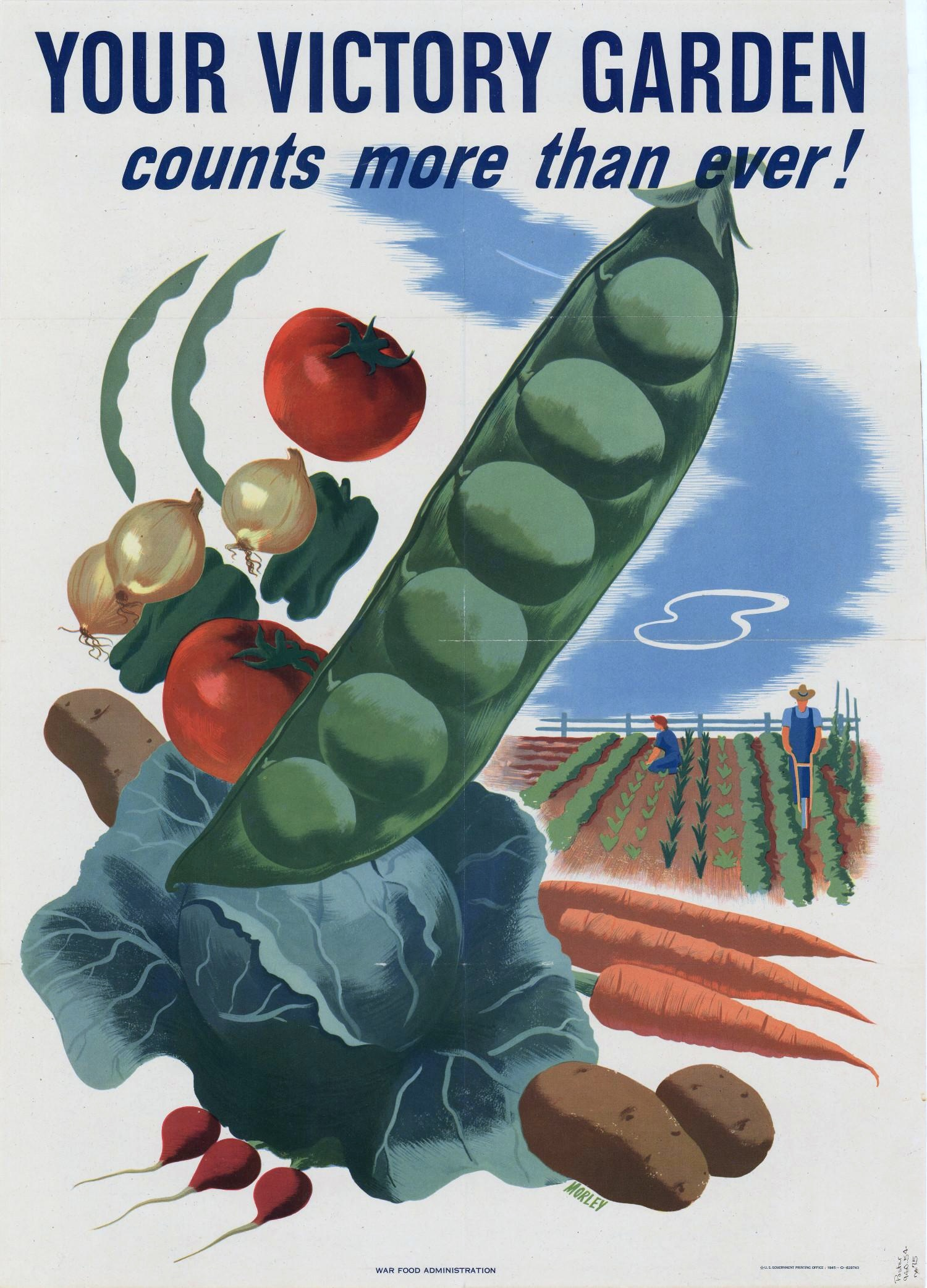
Cartaz americano da Segunda Guerra Mundial promovendo jardins da vitória.

No meio do racionamento regular de alimentos na Grã-Bretanha, o Departamento de Agricultura dos Estados Unidos incentivou o plantio de hortas da vitória durante a Segunda Guerra Mundial. Cerca de um terço dos vegetais produzidos pelos Estados Unidos vieram de hortas da vitória. Foi enfatizado aos moradores urbanos e suburbanos americanos que os produtos das suas hortas ajudariam a reduzir o preço dos vegetais necessários ao Departamento de Guerra dos EUA para alimentar as tropas, economizando assim dinheiro que poderia ser gasto em outros lugares com as forças armadas: "A nossa comida está a lutar", dizia um poster dos EUA.  Em maio de 1943, haviam 18 milhões de hortas da vitória nos Estados Unidos – 12 milhões em cidades e 6 milhões em quintas.
Eleanor Roosevelt plantou um Jardim da Vitória no relvado da Casa Branca em 1943. Os Roosevelt não foram a primeira presidência a instituir um jardim na Casa Branca. Woodrow Wilson pastoreava ovelhas no relvado sul durante a Primeira Guerra Mundial para evitar cortar a relva. O jardim de Eleanor Roosevelt serviu, em vez disso, como uma mensagem política do dever patriótico de jardinagem, embora Eleanor não cuidasse do seu próprio jardim. Embora os Victory Gardens tenham sido retratados como um dever patriótico, 54% dos americanos entrevistados disseram que cultivavam jardins por razões económicas, enquanto apenas 20% mencionaram o patriotismo.
Embora a princípio o Departamento de Agricultura tenha se oposto à instituição de uma horta da vitória por Eleanor Roosevelt nas dependências da Casa Branca, temendo que tal movimento prejudicasse a indústria alimentícia, informações básicas sobre jardinagem apareceram em livretos de serviços públicos distribuídos pelo Departamento de Agricultura., bem como por corporações do agronegócio como International Harvester e Beech-Nut. As frutas e vegetais colhidos nessas parcelas domiciliares e comunitárias foram estimados em 8.200.000-9.100.000 toneladas em 1944, uma quantidade igual a toda a produção comercial de hortaliças frescas.
O movimento Victory Garden também tentou unir a frente doméstica. As comunidades locais realizariam festivais e competições para mostrar os produtos que cada pessoa cultivava nas suas próprias hortas. Enquanto que o movimento pelas hortas uniu algumas comunidades locais, o movimento pelas hortas separou minorias como os afro-americanos. Nas feiras de colheita, prémios separados foram concedidos a "pessoas de cor", em categorias semelhantes, uma tradição de longa data em Delaware e no sul, bem como em Baltimore.

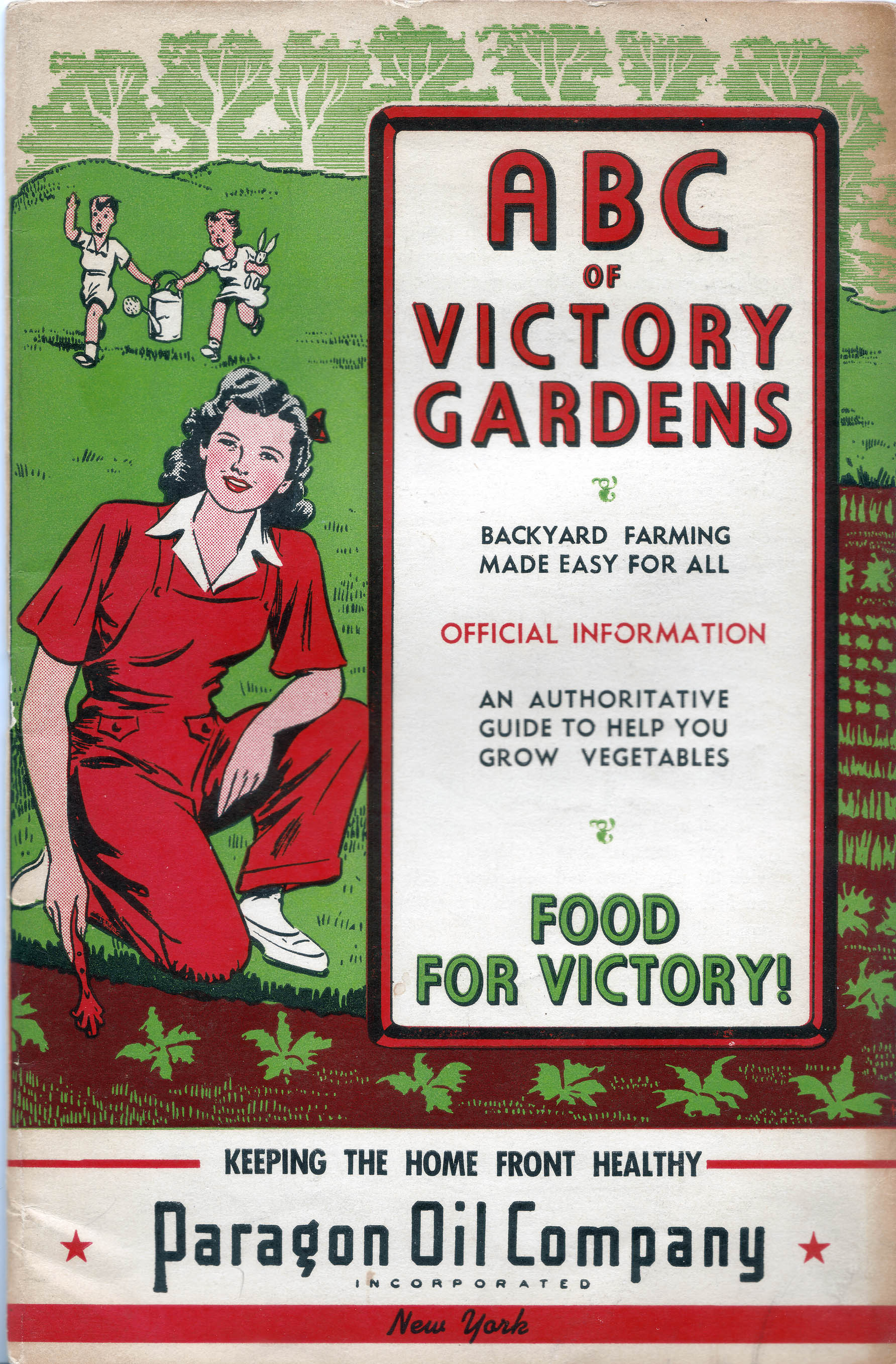
Capa "ABC of Victory Gardens" criada pelo artista DH Bedford.

Na cidade de Nova Iorque, os relvados ao redor do "Riverside" vazio foram dedicados aos jardins da vitória, assim como partes do Golden Gate Park de São Francisco. O slogan “grow your own, can your own”, foi um slogan que começou na época da guerra e se referia às famílias que cultivavam e enlatavam os seus próprios alimentos nas hortas da vitória.
Durante o calor da Segunda Guerra Mundial, o artista DH Bedford criou uma brochura para o Departamento de Agricultura dos EUA resumindo tudo o que a população americana precisaria saber sobre jardinagem. Isto foi feito para aumentar a produção de colheitas nas hortas da vitória, uma vez que a escassez de alimentos na frente de guerra estava a tornar-se um problema real. Esta brochura, "ABC dos Jardins da Vitória", destacou a importância destes jardins da vitória, bem como mostrou como cultivar, colher e preservar adequadamente uma variedade de culturas.
Nos campos de concentração japoneses, autoridades governamentais incentivaram os Victory Gardens para promover a autossuficiência e conservar recursos. Indivíduos que eram agricultores antes do internamento começaram a cultivar hortas dentro dos limites do campo. O movimento em direção aos Jardins da Vitória não serviu a um propósito patriótico para o povo japonês; em vez disso, os jardins complementavam as refeições fornecidas pelo governo com vegetais frescos e ofereciam alimentos que lembravam os de casa. Além disso, a realocação de nipo-americanos aumentou o uso dos jardins da vitória. Muitas quintas de frutas e vegetais eram de propriedade japonesa na Costa Oeste. Em preparação para a realocação em massa de indivíduos, os cidadãos dos Estados Unidos foram encorajados por agências governamentais, jornais e estações de rádio a utilizar a agricultura urbana em preparação para a escassez de frutas e vegetais frescos.

## Pós-guerra
Em 1946, com o fim da guerra, muitos residentes britânicos não plantaram hortas da vitória, na expectativa de maior disponibilidade de alimentos. No entanto, a escassez permaneceu no Reino Unido e o racionamento permaneceu em vigor para pelo menos alguns alimentos até 1954.
O terreno no centro do subúrbio de Sutton Garden, em Sutton, Londres, foi usado pela primeira vez como jardim da vitória durante a Segunda Guerra Mundial; antes disso era utilizado como campo de recreação com campos de ténis. A terra continuou a ser usada como talhões pelos moradores locais por mais de 50 anos, até que foram despejados pelo então proprietário em 1997. Desde então, a terra caiu em desuso.
Os Fenway Victory Gardens em Back Bay Fens de Boston, Massachusetts, e o Dowling Community Garden em Minneapolis, Minnesota permanecem ativos como os últimos exemplos públicos sobreviventes da Segunda Guerra Mundial. A maioria dos terrenos no Fenway Victory Gardens agora apresentam flores em vez de vegetais, enquanto que o Dowling Community Garden mantém o seu foco em vegetais.
Desde a viragem do século XXI, o interesse pelos jardins da vitória cresceu. Uma campanha promovendo tais jardins surgiu na forma de novos jardins da vitória em espaços públicos, sites e blogs sobre jardins da vitória, bem como petições para renovar uma campanha nacional para o jardim da vitória e para encorajar o restabelecimento de um jardim da vitória no relvado da Casa Branca. Em março de 2009, a primeira-dama Michelle Obama plantou uma   "Kitchen Garden" de 100m2 no relvado da Casa Branca, o primeiro desde Eleanor Roosevelt, para conscientizar sobre a alimentação saudável.

## Filmes
Vários países produziram numerosos filmes informativos sobre o cultivo de jardins da vitória.

### Canadá
- Segunda Guerra Mundial
  - He Plants for Victory (1943)

### Reino Unido
- Primeira Guerra Mundial
  - Grow Vegetables For War Effort
  - War Garden Parade
- Segunda Guerra Mundial
  - Dig For Victory! (1940, 1941, 1942)
  - Children's Allotment Gardens (1942)
  - Compost Heaps for Feeding (1942)
  - Digging For Victory (1943)
  - Winter Greens (1943)
  - Blitz on Bugs (1944)
  - Dig for Victory - Proceed According To Plan (1944)

### Estados Unidos
- Segunda Guerra Mundial
  - Victory Gardens (1941, 1942, 1943)
  - Barney Bear's Victory Garden (1942)
  - As Ye Sow (1945)

## Televisão
Documentários históricos e reality shows como The 1940s House, Wartime Farm e a segunda temporada de Coal House colocam famílias modernas em cenários recriados de tempos de guerra, incluindo a escavação de jardins da vitória.
A série de televisão pública da WGBH, The Victory Garden, utilizou a expressão familiar para promover a compostagem e o cultivo intensivo para os proprietários que queriam cultivar alguns vegetais (e algumas flores).
A sitcom de 1975, The Good Life, retrata os esforços de Tom e Barbara Good para se tornarem autossuficientes na sua casa suburbana, incluindo a entrega da maior parte da sua horta para a produção de vegetais e um galinheiro. Tom explica aos seus perplexos vizinhos que "Estamos a cavar para a vitória!" apesar dos seus protestos de que "Isso foi durante a guerra..." Muitos dos primeiros episódios seguem a luta dos Bens para se adaptarem à vida em seu jardim da vitória.